# Нури, Яшар
Яшар Мамедсадыг оглы Нури (настоящая фамилия Нуриев; азерб. Yaşar Məmmədsadıq oğlu Nuriyev; 3 сентября 1951, Баку — 22 ноября 2012, Ясамальский район) — советский и азербайджанский актёр театра и кино. Народный артист Азербайджанской ССР (1989).

## Биография
Родился в семье известного актёра Мамедсадыга Нуриева.
На сцену впервые вышел в возрасте 11 лет, сыграв роль Тапдыга в спектакле «Toy kimindir?» («Чья это свадьба?») в Азербайджанском государственном театре музыкальной комедии. Во время обучения в школе был ведущим детских и юношеских передач, участвовал в драмкружках.
Вёл детскую передачу «Yelkən» («Парус»). Играл в детских театрах «Буратино», «Ласточка», «Пионер».
В 1968 году окончил среднюю школу № 173 города Баку и поступил на факультет киноактёрства Азербайджанского государственного института искусств на курс известных педагогов Рза Тахмасиба и Алигейдара Алекперова. За время учёбы сыграл роли в нескольких спектаклях, в том числе «Sevil» (Балаш), «Свадьба» (Салманов), «Без вины виноватые» (Незнамов) и другие.
В 1972 году после окончания института год прослужил в армии и, вернувшись, работал актёром в учебном театре института. 
В 1974 году по приглашению главного режиссёра Академического национального драматического театра Тофика Кязымова был принят в актёрскую труппу коллектива. С первых же дней работы участвовал во многих спектаклях театра. Работал в театре до конца жизни.
Был женат, отец двух дочерей.
Долгое время болел. В мае 2008 года в клинике Стамбула сделана операция на печень. В конце 2010 — начале 2011 года лечился в клинике Стамбула «Мемориал».  
Скончался в ночь на 22 ноября 2012 года в Баку после продолжительной болезни. Похоронен на II Аллее почётного захоронения. 

## Творчество
Снялся в около 50 художественных фильмах и более 100 телевизионных спектаклях. Многие из телеспектаклей, в которых он снялся в главной роли, вошли в золотой фонд азербайджанского телевидения. Среди них «Yollar görüşəndə» («Когда встречаются дороги») и «Ömrün yolları» («Жизненные пути»), «Evləri köndalan yar» («Дома наискосок»), «Kökdən düşmüş piano» («Расстроенное пианино»), «Qatarda» («В поезде») и другие. 
Cыграл запоминающиеся роли в известных фильмах «Похищение жениха»), «Мерзавец», «Yoxlama» («Проверка»), «Yol əhvalatı» («Дорожное происшествие»).

## Фильмография
- 1974 — В Баку дуют ветры — солдат, голос
- 1975 — Яблоко как яблоко — Мехти, голос
- 1975 — Четыре воскресенья — Сейран
- 1976 — Ищите нас в горах[азерб.] — Геолог
- 1976 — Мезозойская история — Рауф
- 1977 — День рождения — Эльдар
- 1977 — Лев ушёл из дома — отец
- 1978 — Прилетала сова — врач
- 1979 — Прерванная серенада — музыкант
- 1981 — Аккорды долгой жизни — Зульфугар Гаджибеков
- 1983 — Учитель музыки — Башир
- 1983 — Хаш с музыкой — переводчик
- 1985 — Украли жениха — Исрафил
- 1987 — Сурейя — Муса
- 1987 — Чертик под лобовым стеклом
- 1989 — Мерзавец — Машалла
- 1989 — Диверсия
- 1990 — День казни[азерб.]
- 1991 — Газельхан — директор
- 1991 — Окно — Насиб
- 1991 — Всгорю в огне очищения — Октай
- 1995 — Всадник на белом коне — Абдул
- 1997 — Всё к лучшему — Абдульгани
- 1999 — Как прекрасен этот мир — директор психбольницы
- 2000 — Бременские музыканты & Co — придворный стражник
- 2003 — Чёрная метка — лётчик
- 2003 — Мяхялля (азерб. Məhəllə (film, 2003))
- 2004 — Национальная бомба — продюсер Абдульгани

## Звания и награды
- Заслуженный артист Азербайджанской ССР (1981)
- Народный артист Азербайджанской ССР (1989)
- Государственная премия Азербайджанской ССР (за роль в фильме («Мерзавец») (1991)
- Премия «Золотой дервиш[азерб.]» (1992, 1996)
- Золотая медаль «Театральный деятель»[азерб.] (Союз театральных деятелей Азербайджана)[5] (2009)
- Орден «Слава» (1 сентября 2011, за заслуги в развитии театрального искусства в Азербайджане)[6]
- Национальная кинопремия Союза кинематографистов Азербайджана (2012)
- Персональная пенсия Президента Азербайджанской Республики (1 апреля 2005)[7]